# Powiat Pilzno Północ
Powiat Pilzno Północ (cz. Okres Plzeň-sever) – powiat w Czechach, w kraju pilzneńskim. Jego siedziba znajduje się w mieście Pilzno. Powierzchnia powiatu wynosi 1 314,08 km², zamieszkuje go 73 774 osób (gęstość zaludnienia wynosi 56,14 mieszkańców na 1 km²). Powiat ten liczy 101 miejscowości, w tym 9 miast.
Od 1 stycznia 2003 powiaty nie są już jednostką podziału administracyjnego Czech. Podział na powiaty zachowały jednak sądy, policja i niektóre inne urzędy państwowe. Został on również zachowany dla celów statystycznych.

## Struktura powierzchni
Według danych z 31 grudnia 2003 powiat ma obszar 1 314,08 km², w tym:
- użytki rolne – 51,19%, w tym 81,78% gruntów ornych
- inne – 48,81%, w tym 81,33% lasów
- liczba gospodarstw rolnych: 314

## Demografia
Dane z 31 grudnia 2003:
| Opis        | Ogółem | Kobiety       | Mężczyźni     |
| ----------- | ------ | ------------- | ------------- |
| populacja   | 73 774 | 37 399 50,69% | 36 375 49,31% |
| średni wiek | 39     | 40,37         | 38,04         |

- gęstość zaludnienia: 56,14 mieszk./km²
- 40,06% ludności powiatu mieszka w miastach.

## Zatrudnienie
| Mieszkańcy ze stałym zatrudnieniem | 14 454       |
| Średnia pensja miesięczna          | 14 518 koron |
| Bezrobotni                         | 2594         |
| Stopa bezrobocia                   | 6,87%        |

## Szkolnictwo
W powiecie Pilzno Północ działają:
| Rodzaj szkoły                   | Liczba szkół |
| ------------------------------- | ------------ |
| Przedszkola                     | 42           |
| Szkoły podstawowe               | 36           |
| Gimnazja                        | 1            |
| Szkoły średnie techniczne       | 1            |
| Szkoły średnie ogólnokształcące | 2            |
| Szkoły wyższe                   |              |

## Służba zdrowia
| Lekarze                               | 130 |
| Szpitale                              | –   |
| Specjalistyczne ośrodki terapeutyczne | –   |
| Gabinety dentystyczne                 | 34  |
| Apteki                                | 12  |